# La Golosilla
La Golosilla és un cim del Massís del Penyagolosa, de 1581 m d'alçada. Es troba al terme municipal de Vilafermosa (Província de Castelló).
Està situat al sud-oest del Penyagolosa, i rep el seu nom perquè és de característiques similars, però més petit que el Penyagolosa.